# 東京白日夢女
《東京日夢女》為日本漫畫家東村明子創作的少女漫畫作品。於講談社《Kiss》2014年5月號連載；同時於該雜誌連載的漫畫為《海月姬》，與本作分別於每期與每週連載。單行本全9冊，累計發行量超過500萬冊。2017年由日本電視台改編為連續劇。

## 故事簡介
這是渴望愛情的三個30歲女子的故事。編劇鎌田倫子，八年前被製作人告白但嫌對方土氣而回絕，眼見他如今已成為當紅導演，自認行情好的她以為對方會再度向她告白，然而對方卻與年僅19歲的助導交往；美甲沙龍店老闆娘山川香，十年前認為男友玩音樂沒前途而劈腿導致分手，如今前男友已成為當紅樂團的吉他手，還交了模特兒女友。眼看自己的美甲沙龍店營運狀況不佳，對方卻是事業感情兩得意，不甘事業感情兩頭空的她，轉而對他示好；在自家經營的小酒館「呑兵衛」幫忙的鳥居小雪，原本是個不想談戀愛的冰山美人，在某位常客的溫情攻勢下終於放開心胸，打算與他交往，這時對方卻向她坦承自己已婚，此時的小雪也發現自己已經對他獻出真情，再也回不去了…

## 登場人物

### 主要人物
鎌田倫子
編劇。30歲。大學畢業後以成為編劇為目標進入製作公司就職，於30歲時獨立。
香
倫子高中時期的好友。於表參道經營美甲沙龍。
小雪
倫子高中時期的好友。在家人於原宿經營的小酒館「呑兵衛」幫忙。

### 其他人物
麻美
倫子的助理。19歲。與早坂交往過，更換男友速度快又出乎意料。
早坂
製作公司的導演。八年前擔新人助導時曾向同事倫子告白但被拒絕。非常溫柔的人。
KEY（藝名）／鍵谷春樹（本名）
當紅模特兒。金髮美青年。「呑兵衛」的顧客。經常對倫子、香、小雪三人女子聚會毒舌。
涼
香的前男友。因香認為玩音樂毫無前途而分手。現在為知名搖滾樂團「BUMKEYS」的當紅吉他手。女友是模特兒。
丸井
在路上和小雪偶然碰見後對小雪一見鍾情，發動真情攻勢，終於打動小雪。之後向小雪坦承自己已有家室，讓小雪陷入不倫的深淵中。

## 出版書籍
東村明子《東京白日夢女》講談社KC Kiss。全9冊
| 冊數 | 講談社         | 講談社                 | 青空文化       | 青空文化               |
| 冊數 | 發售日期       | ISBN                   | 發售日期       | ISBN                   |
| ---- | -------------- | ---------------------- | -------------- | ---------------------- |
| 1    | 2014年9月12日  | ISBN 978-4-06-340935-2 | 2017年2月21日  | ISBN 978-986-938-833-7 |
| 2    | 2015年5月13日  | ISBN 978-4-06-340956-7 | 2017年2月21日  | ISBN 978-986-938-834-4 |
| 3    | 2015年8月12日  | ISBN 978-4-06-340964-2 | 2017年3月29日  | ISBN 978-986-938-835-1 |
| 4    | 2015年12月11日 | ISBN 978-4-06-340974-1 | 2020年10月26日 | ISBN 978-986-960-510-6 |
| 5    | 2016年5月13日  | ISBN 978-4-06-340988-8 | 2020年10月26日 | ISBN 978-986-960-511-3 |
| 6    | 2016年9月13日  | ISBN 978-4-06-340997-0 | 2021年3月12日  | ISBN 978-986-976-331-8 |
| 7    | 2017年1月13日  | ISBN 978-4-06-398007-3 | 2021年3月12日  | ISBN 978-986-976-336-3 |
| 8    | 2017年4月13日  | ISBN 978-4-06-398017-2 | 2022年1月      | ISBN 978-986-97633-7-0 |
| 9    | 2017年7月13日  | ISBN 978-4-06-398024-0 | 2022年1月      | ISBN 978-986-97633-8-7 |

### 相關書籍
- 2017年2月13日發售、ISBN 978-4-06-393131-0

- 2019年3月13日發售、ISBN 978-4-06-514600-2

- 2019年3月13日發售、ISBN 978-4-06-514975-1

## 獲獎
- 2019年艾斯納獎最佳亞洲漫畫獎[4]

## 電視劇
同名連續劇《東京白日夢女》2017年1月18日起於日本電視台「水十」時段播出，由吉高由里子主演。本劇是吉高繼《美丘》之後，睽違7年再度於日本電視台連續劇中擔任主角的戲劇作品，全劇共10集。

### 劇情概要
《東京白日夢女》改編自東村明子的同名漫畫，敘述為了追求幸福，在現代單身女性的工作職場下與追求愛情.尋求圓滿的故事。
30歲的鐮田倫子（吉高由里子飾）是單身未婚、工作也不是很順利的編劇工作者，每天與同樣未婚的好友阿香（榮倉奈奈飾）和小雪（大島優子飾），在下班之餘總是會在小雪家中談論著結婚擇偶條件跟作戰對策（女子三人討論會）。

### 登場人物
- 鎌田倫子：吉高由里子

單身，無男友，工作能力普普，作品成績差強人意的編劇。
- 山川香：榮倉奈奈[8]

倫子高中時期的好友，美甲沙龍店老闆娘。
- 鳥居小雪：大島優子

倫子的好友，小酒館「呑兵衛」的當紅招牌店員。
- KEY／鍵谷春樹：坂口健太郎

總是把倫子耍得團團轉的新生代模特兒。
- 鮫島涼：平岡祐太

知名樂團「BUMKEY'S」的吉他手。香的前男友。
- 芝田麻美（實）：石川戀

相當仰慕倫子的22歲連續劇助理導演（AD）。原作中是倫子的助理，本劇中改為早坂任職的連續劇製作公司員工。
- 早坂哲朗：鈴木亮平

8年前被倫子拒絕過的連續劇製作人。
- 丸井良男：田中圭

靠薪水維生的白領族。
- 鳥居安男：金田明夫

小雪的父親，小酒館「呑兵衛」的老闆。
- 阿鱈：加藤諒（配音）

倫子的幻想人物。外型是鱈魚白子。第8集出現在香面前，第9集出現在小雪面前。
- 小肝：西脇綾香（Perfume）（配音）

倫子的幻想人物。外型是豬肝排。第8集出現在香面前，第9集出現在小雪面前。

### 各集登場人物
- 德田芳樹：菊池均也（第1、2、3、7集）

由倫子擔任編劇的連續劇導演。
- 笹崎鞠香（笹崎まりか）：筧美和子（第2集）

代替倫子撰寫連續劇劇本的年輕女編劇家。
- 宇野綾子：遼河春日（第2集）

日本電視台的製作人。
- 奥田優一：速水茂虎道（第5－6集）

倫子在某個偶然機會認識的高大帥哥酒保。個性相當善良。
- 澤田曜子：村川繪梨（第5集）

KEY因病過世的前妻。
- 紗英：坂之上茜（第7集）

於倫子負責編劇的北伊豆振興宣傳片中演出的女星。
- 竹内加奈子：井上晴美（第8－9集）
- 荒川：鼓太郎（第8－9集）

### 製作團隊
- 原作：東村明子
- 劇本：松田裕子
- 主題曲：Perfume《TOKYO GIRL》（環球音樂／Perfume Records）
- 製作總指揮：伊藤響[9]
- 製作人：加藤正俊、鈴間廣枝、鈴木香織（AXON）
- 導演：南雲聖一、鈴木勇馬、小室直子
- 製作協助：AXON
- 製作出品：日本電視台

### 播出日程
| 集數                                                | 播出日期 | 日文標題 | 中文標題                                                  | 導演     | 收視率 | 備註         |
| --------------------------------------------------- | -------- | -------- | --------------------------------------------------------- | -------- | ------ | ------------ |
| 第1集                                               | 1月18日  |          | 啊～好想得到幸福啊 戀愛與工作都陷入苦戰！茫然不知所措     | 南雲聖一 | 13.8%  | 10分鐘加長版 |
| 第2集                                               | 1月25日  |          | 使關係急速發展的吻！完全沒想到居然有這一招！              | 南雲聖一 | 11.5%  |              |
| 第3集                                               | 2月1日   |          | 戀愛與工作陷入困境？我的愛在哪裡？                        | 鈴木勇馬 | 11.9%  |              |
| 第4集                                               | 2月8日   |          | 首度發生嚴重爭吵！女性間的堅固友情出現裂痕                | 小室直子 | 11.4%  |              |
| 第5集                                               | 2月15日  |          | 走投無路之下的奇蹟相遇                                    | 南雲聖一 | 11.5%  |              |
| 第6集                                               | 2月22日  |          | 幸福與結婚究竟是什麼呢                                    | 鈴木勇馬 | 12.5%  |              |
| 第7集                                               | 3月1日   |          | 突如其來的吻！…現在就放棄工作及戀愛還早得很               | 小室直子 | 10.8%  |              |
| 第8集                                               | 3月8日   |          | 我好像懷孕了？搖擺不定的女人心…別走回頭路，大步向前進！   | 南雲聖一 | 10.5%  |              |
| 第9集                                               | 3月15日  |          | 這是最後一次的會面 婚外情的最終結局與白日夢男流下的眼淚！ | 小室直子 | 8.5%   |              |
| 完結篇                                              | 3月22日  |          | 終於來到最終回！困獸猶鬥的三位女性的幸福歸屬！            | 南雲聖一 | 11.1%  | 10分鐘加長版 |
| 收視率11.4%（收視率由Video Research於關東地區調查） |          |          |                                                           |          |        |              |

### 衍生作品
《東京懶惰女子》2017年2月22日起於Hulu上傳，全劇共5集。

#### 登場人物
- 蘭子：佐藤仁美
- 早織：小澤真珠
- 小梅：小林樹奈子

## 外部連結
- （日語）講談社《東京日夢女》官方網站
- （日語）日本電視台《東京白日夢女》官方網站 （页面存档备份，存于）
- （日語）東京白日夢女的X（前Twitter）（日本電視台官方推特）